# Lac Alaköl
Ne doit pas être confondu avec le lac Alagol en Iran.
Le lac Alaköl (en kazakh : Алакөл) ou Ala-koul est situé dans les oblys du Kazakhstan-Oriental et d'Almaty  au Kazakhstan.
Le bassin endoréique Balkhach-Alakol est centré sur le Lac Alakol, le lac Sasykköl et le lac Balkach.

## Géographie
C'est un lac endoréique salé. Il est situé à 347 m d'altitude et à 180 km à l'est du lac Balkhach (46° 32′ 27″ N, 74° 52′ 44″ E) à proximité de la frontière avec la région autonome ouïghoure du Xinjiang de Chine.
Une zone marécageuse le fait communiquer avec le lac Sasykköl (46° 35′ 00″ N, 81° 00′ 00″ E) situé au nord-est et à quelques mètres plus haut en altitude.

## Protection environnementale et conventions internationales
Les îles du lac sont d'importants sites de nidification et de nourrissage pour des oiseaux aquatiques. On y trouve en particulier la rare mouette relique, le  pélican dalmate et la spatule eurasienne.

### Réserve de biosphère
Le Conseil international de coordination du programme de l'Unesco sur l'homme et la biosphère, réuni à Paris du 27 au 30 mai 2013, a décidé d'intégrer Alakol au réseau mondial des réserves de biosphère,.

### Site Ramsar
Le lac Alakol, avec le lac Sasykkol, a été désigné site Ramsar depuis le 25 novembre 2009.

### Zone importante pour la conservation des oiseaux
Les îles situées dans le lac Alako constituent une zone importante pour la conservation des oiseaux depuis 2014.